# Aenictus
Aenictus es un género de hormigas guerreras.

## Especies
- Aenictus abeillei (André, 1886)
- Aenictus acerbus Shattuck, 2008
- Aenictus aitkenii Forel, 1901
- Aenictus alluaudi Santschi, 1910
- Aenictus alticola Wheeler, 1930
- Aenictus ambiguus Shuckard, 1840
- Aenictus anceps Forel, 1910
- Aenictus annae Forel, 1911
- Aenictus appressipilosus Jaitrong & Yamane, 2013
- Aenictus arabicus Sharaf & Aldawood, 2012
- Aenictus aratus Forel, 1900
- Aenictus artipus Wilson, 1964
- Aenictus arya Forel, 1901
- Aenictus asantei Campione, Novak & Gotwald, 1983
- Aenictus asperivalvus Santschi, 1919
- Aenictus bakeri Menozzi, 1925
- Aenictus baliensis Jaitrong & Yamane, 2013
- Aenictus bayoni Menozzi, 1932
- Aenictus binghami Forel, 1900
- Aenictus biroi Forel, 1907
- Aenictus bobaiensis Zhou & Chen, 1999
- Aenictus bodongjaya Jaitrong & Yamane, 2011
- Aenictus bottegoi Emery, 1899
- Aenictus brazzai Santschi, 1910
- Aenictus breviceps Forel, 1912
- Aenictus brevicornis (Mayr, 1879)
- Aenictus brevinodus Jaitrong & Yamane, 2011
- Aenictus brevipodus Jaitrong & Yamane, 2013
- Aenictus buttelreepeni Forel, 1913
- Aenictus buttgenbachi Forel, 1913
- Aenictus camposi Wheeler & Chapman, 1925
- Aenictus carolianus Zettel & Sorger, 2010
- Aenictus certus Westwood, 1842
- Aenictus ceylonicus (Mayr, 1866)
- Aenictus changmaianus Terayama & Kubota, 1993
- Aenictus chapmani Wilson, 1964
- Aenictus clavatus Forel, 1901
- Aenictus clavitibia Forel, 1901
- Aenictus concavus Jaitrong & Yamane, 2013
- Aenictus congolensis Santschi, 1911
- Aenictus cornutus Forel, 1900
- Aenictus crucifer Santschi, 1914
- Aenictus currax Emery, 1900
- Aenictus cylindripetiolus Jaitrong & Yamane, 2013
- Aenictus decolor (Mayr, 1879)
- Aenictus dentatus Forel, 1911
- Aenictus diclops Shattuck, 2008
- Aenictus dlusskyi Arnol'di, 1968
- Aenictus doryloides Wilson, 1964
- Aenictus doydeei Jaitrong, Yamane & Chanthalangsy, 2011
- Aenictus duengkaei Jaitrong & Yamane, 2012
- Aenictus eguchii Jaitrong & Yamane, 2013
- Aenictus eugenii Emery, 1895
- Aenictus exilis Wilson, 1964
- Aenictus feae Emery, 1889
- Aenictus fergusoni Forel, 1901
- Aenictus foreli Santschi, 1919
- Aenictus formosensis Forel, 1913
- Aenictus fuchuanensis Zhou, 2001
- Aenictus fulvus Jaitrong & Yamane, 2011
- Aenictus furculatus Santschi, 1919
- Aenictus furibundus Arnold, 1959
- Aenictus fuscipennis Forel, 1913
- Aenictus fuscovarius Gerstäcker, 1859
- Aenictus gibbosus Dalla Torre, 1893
- Aenictus glabratus Jaitrong & Nur-Zati, 2010
- Aenictus glabrinotum Jaitrong & Yamane, 2011
- Aenictus gleadowii Forel, 1901
- Aenictus gonioccipus Jaitrong & Yamane, 2013
- Aenictus gracilis Emery, 1893
- Aenictus grandis Bingham, 1903
- Aenictus gutianshanensis Staab, 2014
- Aenictus hamifer Emery, 1896
- Aenictus henanensis Li & Wang, 2005
- Aenictus hilli Clark, 1928
- Aenictus hodgsoni Forel, 1901
- Aenictus hottai Terayama & Yamane, 1989
- Aenictus humeralis Santschi, 1910
- Aenictus huonicus Wilson, 1964
- Aenictus icarus Forel, 1911
- Aenictus idoneus Menozzi, 1928
- Aenictus inconspicuus Westwood, 1845
- Aenictus indicus Bharti, Wachkoo & Kumar, 2012
- Aenictus inflatus Yamane & Hashimoto, 1999
- Aenictus itoi Jaitrong & Yamane, 2013
- Aenictus jacobsoni Forel, 1909
- Aenictus jarujini Jaitrong & Yamane, 2010
- Aenictus javanus Emery, 1896
- Aenictus jawadwipa Jaitrong & Yamane, 2013
- Aenictus khaoyaiensis Jaitrong & Yamane, 2013
- Aenictus kutai Jaitrong & Wiwatwitaya, 2013
- Aenictus laeviceps (Smith, 1857)
- Aenictus latifemoratus Terayama & Yamane, 1989
- Aenictus latiscapus Forel, 1901
- Aenictus leliepvrei Bernard, 1953
- Aenictus leptotyphlatta Jaitrong & Eguchi, 2010
- Aenictus levior (Karavaiev, 1926)
- Aenictus lifuiae Terayama, 1984
- Aenictus longi Forel, 1901
- Aenictus longicephalus Jaitrong & Yamane, 2013
- Aenictus longinodus Jaitrong & Yamane, 2012
- Aenictus luteus Emery, 1892
- Aenictus luzoni Wheeler & Chapman, 1925
- Aenictus maneerati Jaitrong & Yamane, 2013
- Aenictus mariae Emery, 1895
- Aenictus mauritanicus Santschi, 1910
- Aenictus mentu Weber, 1942
- Aenictus minimus Jaitrong & Hashimoto, 2012
- Aenictus minipetiolus Jaitrong & Yamane, 2013
- Aenictus minutulus Terayama & Yamane, 1989
- Aenictus mocsaryi Emery, 1901
- Aenictus moebii Emery, 1895
- Aenictus montivagus Jaitrong & Yamane, 2011
- Aenictus mutatus Santschi, 1913
- Aenictus nesiotis Wheeler, 1930
- Aenictus nganduensis Wilson, 1964
- Aenictus nishimurai Terayama & Kubota, 1993
- Aenictus nuchiti Jaitrong & Ruangsittichai, 2018
- Aenictus obscurus Smith, 1865
- Aenictus orientalis (Karavaiev, 1926)
- Aenictus pachycerus (Smith, 1858)
- Aenictus pangantihoni Zettel & Sorger, 2010
- Aenictus paradentatus Jaitrong, Yamane & Tasen, 2012
- Aenictus parahuonicus Jaitrong & Yamane, 2011
- Aenictus peguensis Emery, 1895
- Aenictus pfeifferi Zettel & Sorger, 2010
- Aenictus pharoa Santschi, 1924
- Aenictus philiporum Wilson, 1964
- Aenictus philippinensis Chapman, 1963
- Aenictus piercei Wheeler, 1930
- Aenictus pilosus Jaitrong & Yamane, 2013
- Aenictus pinkaewi Jaitrong & Yamane, 2013
- Aenictus porizonoides Walker, 1860
- Aenictus powersi Wheeler, 1930
- Aenictus prolixus Shattuck, 2008
- Aenictus pubescens Smith, 1859
- Aenictus punctatus Jaitrong & Yamane, 2012
- Aenictus punctiventris Emery, 1901
- Aenictus punensis Forel, 1901
- Aenictus rabori Chapman, 1963
- Aenictus raptor Forel, 1913
- Aenictus reyesi Chapman, 1963
- Aenictus rhodiensis Menozzi, 1936
- Aenictus rixator Emery, 1901
- Aenictus rotundatus Mayr, 1901
- Aenictus rotundicollis Jaitrong & Yamane, 2011
- Aenictus rougieri André, 1893
- Aenictus sagei Forel, 1901
- Aenictus samungi Jaitrong & Ruangsittichai, 2018
- Aenictus schneirlai Wilson, 1964
- Aenictus shillongensis Mathew & Tiwari, 2000
- Aenictus shuckardi Forel, 1901
- Aenictus siamensis Jaitrong & Yamane, 2011
- Aenictus silvestrii Wheeler, 1929
- Aenictus sonchaengi Jaitrong & Yamane, 2011
- Aenictus soudanicus Santschi, 1910
- Aenictus spathifer Santschi, 1928
- Aenictus steindachneri Mayr, 1901
- Aenictus stenocephalus Jaitrong, Yamane & Wiwatwitaya, 2010
- Aenictus subterraneus Jaitrong & Hashimoto, 2012
- Aenictus sulawesiensis Jaitrong & Wiwatwitaya, 2013
- Aenictus sumatrensis Forel, 1913
- Aenictus sundalandensis Jaitrong & Yamane, 2013
- Aenictus thailandianus Terayama & Kubota, 1993
- Aenictus togoensis Santschi, 1915
- Aenictus trigonus Forel, 1911
- Aenictus turneri Forel, 1900
- Aenictus vagans Santschi, 1924
- Aenictus vaucheri Emery, 1915
- Aenictus vieti Jaitrong, Yamane & Wiwatwitaya, 2010
- Aenictus villiersi Bernard, 1953
- Aenictus watanasiti Jaitrong & Yamane, 2013
- Aenictus wayani Jaitrong & Yamane, 2011
- Aenictus weissi Santschi, 1910
- Aenictus westwoodi Forel, 1901
- Aenictus wilaiae Jaitrong & Yamane, 2013
- Aenictus wilsoni Bharti, Wachkoo & Kumar, 2012
- Aenictus wiwatwitayai Jaitrong & Yamane, 2013
- Aenictus wroughtonii Forel, 1890
- Aenictus wudangshanensis Wang, 2006
- Aenictus yamanei Wiwatwitaya & Jaitrong, 2011
- Aenictus zhengi Zhang, 1995